# Detektiv Conan – Die Halloween-Braut
Detektiv Conan – Die Halloween-Braut (japanisch ハロウィンの花嫁 Meitantei Konan: Harowin no Hanayome) ist der 25. Film des Animes Detektiv Conan aus dem Jahr 2022. In Deutschland lief der Film am 31. Mai 2022 in den Kinos an. Die deutsche Free-TV-Premiere fand am 1. September 2023 bei ProSieben Maxx statt.

## Handlung
Während der Generalprobe für die Hochzeit von Christine und Muranaka, bei der Takagi in die Rolle des Bräutigams und Sato in die Rolle der Braut schlüpft, stürmt eine Gruppe an bewaffneten Männern den Saal und Takagi wird von einem Schuss getroffen. Es handelt sich glücklicherweise nur um eine Einsatzübung und Takagi hat keine Verletzungen erlitten, jedoch fühlt sich Sato dadurch an den Tod ihres Kollegen Matsuda erinnert, welcher Takagi sehr ähnlich sah. Zeitgleich ereignet sich in einem Parkhaus ein Bombenanschlag, bei welchem Kazami und Furuya miterleben, wie der Bombenleger ums Leben kommt und Furuya daraufhin von einer verhüllten Person ein Bombenhalsband umgelegt wird.
Ein paar Tage später sind die Detective Boys zusammen mit Ran und Kororo zum gemeinsamen Essen unterwegs. Dabei begegnen sie einem Mann, der ein stark beschädigtes Tablet mit sich trägt und einen Zettel verliert. Ai macht ihn darauf aufmerksam und gibt ihm den Zettel zurück, bevor er ihr etwas zuflüstert und das Tablet rot zu leuchten beginnt und das Wort „Plamja“ zeigt. Es kommt zu einer Explosion, bei der Ai durch die entstehende Druckwelle auf die Fahrbahn geschleudert wird. Kogoro kann Ai retten, wird dabei jedoch von einem LKW erfasst und ins Krankenhaus transportiert.
In der Hosentasche des nun toten unbekannten Mannes findet Conan eine Visitenkarte von Jinpei Matsuda. Auf der Visitenkarte steht, dass er der Einheit 1 angehörte und nach einem Gespräch mit Sato kann Conan den Zeitpunkt, wann der unbekannte die Visitenkarte von Matusa erhalten hat eingrenzen. Es muss am 6. November gewesen sein.
Anschließend besucht Conan Ran und Kogoro im Krankenhaus, wobei er und Ran sich mit Christine und Muranaka im Krankenhauscafé treffen. Christine erzählt von ihrem Kennenlernen und lädt die beiden für den nächsten Tag ein, die Aussicht der Hochzeitslocation Shibuya Hikarie erneut zu genießen, da es zuvor regnerisch war. Am Abend verabschiedet sich Conan von Ran vor den Krankenhaus. Während Ran noch bei ihrem Vater bleibt, gibt Conan vor, bei Professor Agasa zu übernachten. In Wahrheit hat er jedoch die Anwesenheit zweier Beamten vor dem Krankenhaus bemerkt, welche ihm daraufhin die Augen verbinden und ihn an einen unbekannten unterirdischen Ort bringen.
Dort wartet bereits Rei Furuya in einem Glaskasten sitzend auf Conans Ankunft. Da Rei ein Bombenhalsband trägt, kann er nicht weiter anonym ermitteln und bittet Conan um dessen Hilfe. Während des Gesprächs erzählt Rei Conan von einem seiner Einsätze, bei dem auch Matsuda eingeteilt war. Während der den Bombenleger verfolgte, sollte Matsuda die Entschärfung der Bombe vornehmen. Sie erhielten schließlich Unterstützung von Date und Morofushi und Matsuda gelang es, die Bombe kurz vor Ablauf des Counters zu entschärfen. Als der Täter die Bombe jedoch fernzünden wollte, musste Matsuda spontan handeln: Er stoppte die Vermischung beider Komponenten mittels eines Kaugummis, wobei er sich diesen Trick einst bei seinem Freund Hagiwara abgeschaut hatte.
Am nächsten Tag genießen die Detektive Boys zusammen mit Ran den Ausblick im Shibuya Hikarie. Dabei erhält Christine den Anruf einer Freundin, welche sie darum bittet, ein Paket in Shibuya abzuholen. Die Detective Boys erklären sich dazu bereit, diese Aufgabe für sie zu übernehmen, da sie das Gebäude nicht verlassen kann.
Sie kommen an einem leerstehenden Gebäude an. Im sechsten Stock des Gebäudes findet Conan unter einem Laken versteckt eine Bombe, welche sogleich den Countdown startet und die Tür zwischen ihm und den anderen Detective Boys verschließt. Ai, Genta, Mitsuhiko und Ayumi verlassen das Gebäude und spannen ein Laken, welches Conan auffangen soll. Conan stellt währenddessen fest, dass die Bombe dieselbe Bauart wie die aus Furuyas Erzählung aufweist. Er kann sich durch das Fallrohr der Regenrinne in Sicherheit bringen, jedoch reißt die Regenrinne aus ihrer Verankerung. Die Detective Boys können ihn rechtzeitig auffangen, bevor kurz darauf die Bombe im obersten Stockwerk des Gebäudes explodiert.
Conan lässt Proben der Substanz, welche sich in einem Wasserkocher und an seiner Jacke befinden analysieren. Inspektor Megure weist Chiba darauf an, sich nach Augenzeugen umzuhören. Dabei wird er von zwei identisch aussehenden Männern überwältigt und entführt. Kurz darauf erhält Sato einen Anruf von einer Frau mit osteuropäischem Akzent, welche sich zu Chibas Entführung bekennt. Sie fordert im Gegenzug ein Treffen mit Matsuda. Da Matsudas Tod nie öffentlich bekannt gegeben wurde, verkleidet sich Takagi erneut als Matsuda und begibt sich zum vereinbarten Treffpunkt, dem Miyashita Park. Obwohl Takagi zu seiner Sicherheit von einigen Beamten observiert wird, gelingt es einer Gruppe verkleideter Männer ihn zu entführend, indem sie im Zuge einer Halloweenfeier vom eigentlichen Geschehen ablenken.
Takagi wird zu einem Wasserspeicher nahe eines U-Bahn-Tunnels gebracht, wo sich auch der bewusstlose Chiba befindet und Conan kann ihm unauffällig folgen. Dort ist ebenfalls die unbekannte Frau mit osteuropäischem Akzent anwesend, die sich als Elenika Lawrentjewa, der Kopf der Gruppe „Nado Unitschtoschit“, entpuppt. Als Chiba das Bewusstsein wiedererlangt, enttarnt er Takagi versehentlich. Conan kann mithilfe seiner Powerkickboots Takagi befreien und die Gruppe entkommt den hereinstürmenden Polizisten, indem sie das Licht im Speicher löscht.
Obwohl Christine überlegt hatte, die Hochzeit aufgrund eines Drohbriefs von Plamja abzusagen, findet die Hochzeit am nächsten Tag statt. Ran und Conan sind derzeit im Krankenhaus bei Kogoro und Conan fällt ein Zettel auf, auf welchen Ran ein Yen-ähnliches Symbol gemalt hat. Dabei handelt es sich um das Zeichen auf dem Zettel, welchen Ai dem unbekannten Mann zurückgeben wollte. Conan erkennt durch ein Plakat der Halloweenfeier, dass es sich um die betroffene Straßenkreuzung handelt. Ebenso schlussfolgert er daraus, dass der Anschlag im leerstehenden Gebäude den Detective Boys gegolten hat, da Plamja von Ran erfahren hatte, dass „eines der Kinder“ den verbrannten Zettel gesehen hatte. Conan bittet Professor Agasa darum, den von ihm neu entworfenen Fußballgürtel nach Shibuya zu bringen, bevor er zu Plamjas Aufenthaltsort aufbricht.
Während der Hochzeitszeremonie stürmt Nado Unitschtoschit die Feier und bringt Conan, der kurz davor ist, Plamjas Identität zu enthüllen, in ihre Gewalt. Als Elenika das Brautpaar auffordert, die Hände zu heben, enthüllt sie Christines Identität, da diese aufgrund einer Schussverletzung nur einen der beiden Arme heben kann und sich somit als Plamja enttarnt. Plamja kann mithilfe eines Enterhakens vor der Polizei flüchten und zielt mit einem Maschinengewehr auf alle Anwesenden. Sato gelingt es, ihr die Waffe aus der Hand zu schießen, woraufhin Plamja auf das Dach flieht, um mit dem bald landenden Hubschrauber zu entkommen.
Conan folgt ihr aufs Dach, wo Plamja ihm ihren Plan offenbart: Gekränkt von der Niederlage, die sie durch die Entschärfung der Bombe durch Matsuda vor drei Jahren erfahren hatte, wollte sie alle Mitglieder von Nado Unitschtoschit an einem Ort versammeln und töten. Conan kann daraus schlussfolgern, dass sich die zwei flüssigen Bombenkomponenten in den leuchtenden Halloweenlampions befinden müssen, welche als Dekoration in den Straßen Shibuyas verteilt sind. Plamja steigt in den Helikopter, während sie Conan mit einer Waffe bedroht. Als der Hubschrauber droht, sich zu entfernen, entpuppt sich Rei Furuya als Pilot und liefert sich einen Kampf mit Plamja, bevor der Helicopter auf die Shibuya Crossing stürzt. Beide haben den Absturz überlebt. Muranaka schlägt Plamja bewusstlos und übergibt sie der Polizei. Conan kann Elenika und ihre Gruppe davon abhalten, Rache an Plamja zu üben, indem er ihr ins Gewissen redet. Zeitgleich platzen die Lampions und geben den Flüssigsprengstoff frei, welcher in Richtung der Kreuzung fließt.
Conan und die anderen Detective Boys versammeln sich an der Shibuya Scramble Crossing, wo sich beide Flüssigkomponenten zu verbinden drohen. Mithilfe des Fußballgürtels und der Unterstützung aller Mitglieder von Nado Unitschtoschit gelingt es ihnen, die Verbindung der beiden Komponenten und somit eine gewaltige Explosion zu verhindern. Dabei fungiert der riesige sich selbst aufblasende Fußball wie der Kaugummi als Unterbrechung und Blockierung der Verbindung.
Takagi, welcher bei dem Einsatz verletzt wurde und durch den hohen Blutverlust droht, das Bewusstsein zu verlieren, wird in ein Krankenhaus gebracht. Sato ist bei ihm im Krankenwagen. Er bittet sie um einen letzten Gefallen vor seiner Operation, woraufhin sich die beiden küssen.

## Synchronisation
Die deutsche Synchronisation entstand nach einem Synchronbuch und unter der Dialogregie von Karin Lehmann im Auftrag der Oxygen Sound Studios.
| Figur                          | Japanischer Sprecher (Seiyū) | Deutscher Sprecher    |
| ------------------------------ | ---------------------------- | --------------------- |
| Conan Edogawa                  | Minami Takayama              | Tobias Müller         |
| Shin’ichi Kudō                 | Kappei Yamaguchi             | Tobias Müller         |
| Ran Mōri                       | Wakana Yamazaki              | Giuliana Jakobeit     |
| Kogorō Mōri                    | Rikiya Koyama                | Jörg Hengstler        |
| Ai Haibara                     | Megumi Hayashibara           | Andrea Kathrin Loewig |
| Ayumi Yoshida                  | Yukiko Iwai                  | Julia Meynen          |
| Mitsuhiko Tsuburaya            | Ikue Ōtani                   | Fabian Hollwitz       |
| Genta Kojima                   | Wataru Takagi                | Michael Iwannek       |
| Professor Hiroshi Agasa        | Ken’ichi Ogata               | Frank Ciazynski       |
| Sonoko Suzuki                  | Naoko Matsui                 | Jill Böttcher         |
| Kommissar Jūzō Megure          | Chafurin                     | Klaus-Dieter Klebsch  |
| Miwako Sato                    | Atsuko Yuya                  | Gundi Eberhard        |
| Wataru Takagi                  | Wataru Takagi                | Karlo Hackenberger    |
| Inspektor Ninzaburō Shiratori  | Kazuhiko Inoue               | Alexander Doering     |
| Bourbon/Tooru Amuro/Rei Furuya | Tooru Furuya                 | Konrad Bösherz        |
| Christine Richard              | Yuriko Yamaguchi             | Sonja Spuhl           |
| Yelenika Lavrentyeva           | Mai Shiraishi                | Gjulnas Schuch        |
| Dimitrij Lazarev               | Vladimir Bogdanov            | Mark Schmal           |
| Grigorij Lazarev               | Aleksej Rachubo              | Waléra Kanischtscheff |
| Hiromitsu Morofushi            | Hikaru Midorikawa            | Florian Clyde         |
| Jinpei Matsuda                 | Nobutoshi Kanna              | Matti Klemm           |
| Kazunobu Chiba                 | Isshin Chiba                 | Michael Bauer         |
| Kenji Hagiwara                 | Shin'ichiro Miki             | Dennis Schmidt-Foß    |
| Naeko Miike                    | Rie Tanaka                   | Anja Nestler          |
| Tsutomu Muranaka               | Kenta Miyake                 | Peter Sura            |
| Wataru Date                    | Hiroki Touchi                | Paul Matzke           |
| Yumi Miyamoto                  | Yuu Sugimoto                 | Diana Borgwardt       |
| Yuuya Kazami                   | Nobuo Tobita                 | Peter Flechtner       |

## Rezeption
Der Film erhielt überwiegend positive Kritiken und erzielte bei IMDb eine durchschnittliche Bewertung von 6,8 der möglichen 10 Punkte.